# ドゥーマの戦い
ドゥーマの戦いは、シリア内戦時の軍事交戦である。自由シリア軍（FSA）の戦闘員がダマスカス郊外での攻撃と撤退のゲリラ戦から陸軍部隊への総攻撃に戦術を変更した後の2012年1月21日に戦闘が始まった。1月の初めにFSAはザバダニの町を占領し、結果的にドゥーマの大部分を支配することになった。郊外での総攻撃の後、ドゥーマは他の反乱を起こした郊外と同時にシリア陸軍に奪還された。
2012年秋、FSAは攻撃を開始し、10月下旬までにドゥーマを奪還した。

## 戦闘

### 反政府勢力のドゥーマ占領
ロイター通信と連絡を取っている活動家によると、FSAはドゥーマの通りに土嚢の障壁を建て、1月21日に都市を実効支配した。現地の活動家とイギリスに本拠を置くシリア人権監視団（SOHR）の活動家によると、その日の終わりまでに都市全体が反政府軍の支配下に置かれ、他の地域とは事実上遮断されたという。しかし、地方調整委員会は治安部隊は撤退したが戻ってくる可能性があるという活動家からの報告があったため、FSAが市を強固に支配しているという主張を却下した。
翌日、シリア革命総委員会（SRGC）はアルジャジーラに対し、シリア陸軍の部隊が郊外の一部地域に再突入し、その一部を砲撃したと伝えた。SRGCによると、政府軍とFSA戦闘員との間で限定的な衝突が発生し、メスラバ橋とアレッポ通りでは爆発音が聞こえたという。同グループはまた、軍隊が重機関銃を使用してジスル・メスラバやアルハル市場を含むドゥーマのいくつかの地域の住宅に向けて発砲したと報告した。暴力の最中に少なくとも1人が死亡した。シリア人権監視団によると、ドゥーマ外で起こった治安部隊と離反者の間での衝突は、町を奪還するための政府軍による努力であるように見えたという。FSAによるとされる映像では、シリア陸軍がドゥーマを襲撃した場合、大統領官邸にロケット弾を発射し、捕らえた5人の上級将校を処刑すると述べていた。
同日午後、映像にはFSAの戦闘員が通りをパトロールする様子が映っていたが、市内の活動家によると、戦闘は郊外に移り、軍は戦車を使って街を奪還する準備をしているという。その日の終わりまでに、ドゥーマの反体制派の活動家と反政府勢力の戦闘員は戦闘が落ち着き、反政府勢力は市内のメインストリートの約3分の2を保持したとロイター通信に電話で語った。戦闘員は検問所を設置し、戦闘中に治安部隊によって殺害された5人の民間人の葬列が町を通過していたという。活動家によると、葬列は15万人以上の抗議者を集めたという。

### 政府の反撃
1月25日、BBCの記者ジェレミー・ボーエンはドゥーマから音声レポートを出し、ドゥーマの中心が反政府勢力の手に渡ったと報告した。ボーエンはそのレポートの中で、抗議者や検問所を配置している武装した反政府勢力に話を聞いた。活動家によると、翌日にシリア陸軍はドゥーマを襲撃し、四方八方から街に入り、反体制派を逮捕するために家々の家宅捜索を行ったが、陸軍は抵抗に遭わなかったという。しかし、ドゥーマやダマスカス郊外のアルビン、ザマルカ、ジスリーン、ハラスタの他の町で直面した反政府勢力については様々な報告が寄せられている。
一部報道によると、政府軍の兵士は武装した反政府勢力からの激しい抵抗に遭い、ダマスカス郊外の知事、フセイン・マクルフが政府がザバダニで行われたように郊外を支配する反政府勢力と停戦について話し合う予定であると述べたとロイターが伝えた。ハラスタの警察病院では、スタッフはダマスカス郊外のほとんどが政府の支配下になく、反政府勢力の戦闘員が政府関係者を標的にしていると述べた。彼らはまた、狙撃兵がいくつかのミナレットに巣（狙撃拠点）を作ったと主張した。ハラスタの政府支配地域の一部のベールをかぶった女性達も、郊外の反政府勢力の戦闘員はFSAに属していないと主張したが、戦闘状況を考えると、反政府勢力と政府のどちらの主張も確認することは不可能であった。

### 政府の再支配
1月29日、戦車に支援された推定2,000人の政府軍が、反政府のダマスカス郊外の奪還を試みた。地元住民が「市街戦」と表現したダマスカス郊外の政府による取り締まり中に、民間人14人と反政府勢力5人の19人が少なくとも殺害されたと報じられた。翌日、ドゥーマ、ハラスタ、サクバの各都市は包囲され、政府の検問所が郊外へのすべての道路を封鎖し、これらの都市では300メートルごとに兵士が検問所を配置した。ダマスカスの住民は、この地域の一部は政府の支配下にないと主張した。2月2日、シリア陸軍が数日前にドゥーマを奪還し、FSAは逃亡したことが確認された。活動家によると、数百人の軍隊がほとんど人気のない通りを支配しており、ドゥーマで数百人を逮捕した。夕方、葬式のためにモスクの外に集まった群衆は抗議活動を続けることを誓った。6月30日、ドゥーマの全地域にシリア陸軍が入り、完全かつ決定的な勝利が達成された。

## 余波
10月15日、反政府勢力6人が死亡し、その多くが反政府勢力が支配するハラスタ郊外への砲撃で死亡した。軍による砲撃で民間人24人が死亡し、そのうち11人がドゥーマ郊外で死亡した。ザマルカでは衝突が報告され、兵士3人が死亡した。翌日の10月16日、ダマスカス郊外のハムリヤとal-Ghuta al-Sharqiyaの町が他の郊外での衝突と反乱軍の手に渡り、広範囲にわたる衝突が報告された。 反政府勢力12人と兵士4人が死亡し、民間人16人が軍の検問所または砲撃で死亡したと報告された。
10月17日、6月に軍が制圧していたドゥーマで衝突と砲撃が報告され、反政府勢力3人と兵士6人がこの新たな衝突で死亡した。al-Ghouta地域の活動家によると、子供を含む民間人6人が軍に射殺された。ダマスカス市内では地方政府の役人が暗殺された。
10月18日、ニューヨーク・タイムズの記者がドゥーマを訪れ、再び反政府勢力の支配下にあったと報告した。
10月25日、ダマスカス郊外のハラスタの端にある2つの軍の検問所を反政府勢力が占領した後、シリア陸軍は重戦車砲とロケット弾をハラスタに向けて発射した。
10月26日、イスラム教の祝日であるイードを記念した一時的な停戦が数時間で終了した。戦闘は全国で発生し、ハラスタは重砲で砲撃され、少なくとも10人が死亡した。
10月27日、反政府勢力が支配するIrbeen郊外への空爆により8人が死亡したと報じられた。空爆はザマルカやハラスタなどのダマスカスの他の郊外も標的にしたが、反政府勢力はドゥーマ郊外の3つの陸軍前哨基地を支配し、兵士4人を殺害した。